# 問津寺

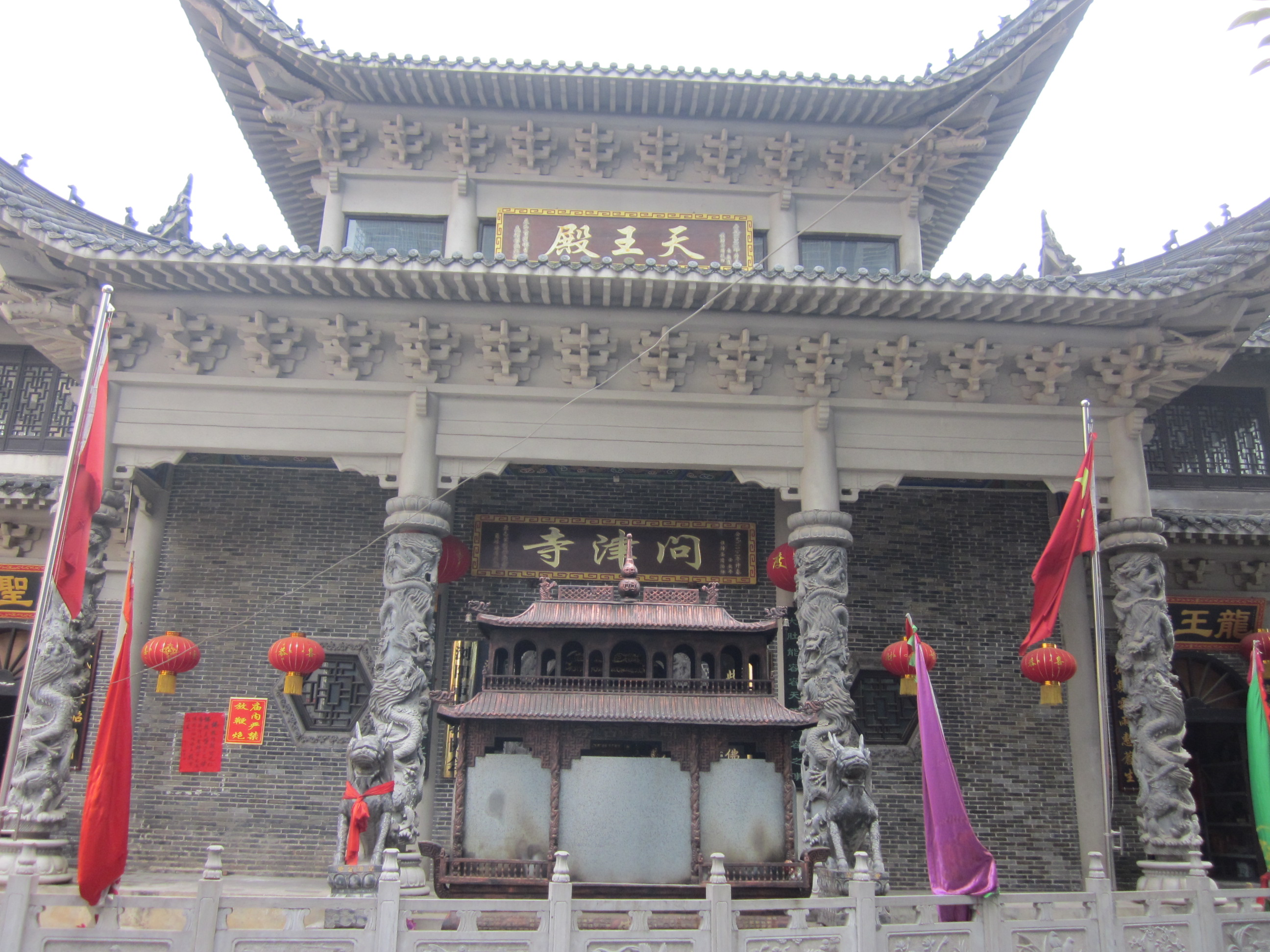
天王殿。

問津寺（もんしんじ）は、中華人民共和国湖南省長沙市瀏陽市にある仏教寺院。

## 歴史
827年（大和2年）に建立された。開山祖師は宗智禅師である。
1966年、毛沢東が文化大革命を発動し、寺院の宗教活動は中止に追い込まれた。
1987年、城西小学創設。寺は廃止された。
1989年、劉洋仏教協会会長柳蒲全が寺院を再建する。

## 伽藍
大雄宝殿（本堂）、天王殿、関聖殿、龍王殿